# DePaul Blue Demons
DePaul Blue Demons – nazwa drużyn sportowych DePaul University w Chicago, biorących udział w akademickich rozgrywkach w Big East Conference, organizowanych przez National Collegiate Athletic Association. 

## Sekcje sportowe uczelni

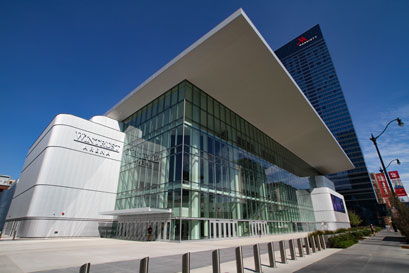
Wintrust Arena.

McGrath–Phillips Arena.

| Mężczyźni - bieg przełajowy - golf - koszykówka - lekkoatletyka - piłka nożna - tenis | Kobiety - bieg przełajowy - koszykówka - lekkoatletyka - piłka nożna - siatkówka - softball - tenis |

## Obiekty sportowe
- Wintrust Arena – hala sportowa o pojemności 10 387 miejsc, w której odbywają się mecze koszykówki mężczyzn[1]
- McGrath–Phillips Arena – hala sportowa zlokalizowana na terenie Sullivan Athletic Center, gdzie rozgrywane są mecze siatkówki kobiet i koszykówki[2]
- Wish Field – stadion piłkarski[3]
- Cacciatore Stadium – stadion softballowy o pojemności 1 000 miejsc[4]
- Lakeshore Sport & Fitness – kryte korty tenisowe[5]